# 憤慨
| ウィキペディアには「憤慨」という見出しの百科事典記事はありません（タイトルに「憤慨」を含むページの一覧/「憤慨」で始まるページの一覧）。 代わりにウィクショナリーのページ「憤慨」が役に立つかもしれません。 |